# The Fog (film, 1923)
Pour les articles homonymes, voir Fog.
Pour plus de détails, voir Fiche technique et Distribution.
The Fog est un film américain réalisé par Paul Powell, sorti en 1923.

## Fiche technique
- Réalisation : Paul Powell
- Scénario : Winifred Dunn, d'après une nouvelle de William Dudley Pelley
- Date de sortie : 18 juin 1923[1]
- Durée : 70 minutes (7 bobines)[1]
- Directeur de la photographie : John Arnold

## Distribution
- Mildred Harris : Madelaine Theddon
- Louise Fazenda : Millie Richards
- Louise Dresser : Mrs. Theddon
- Marjorie Prevost : Edith Forge
- Ann May : Carol Gardner
- Ethel Wales : Mrs. Forge
- Cullen Landis : Nathan Forge
- Ralph Lewis : Jonathan Forge
- David Butler : Si Plumb
- Frank Currier : Caleb Gridley
- Eddie Phillips : Gordon Ruggles